# Chase the Devil
Chase the Devil – singel Maxa Romeo i The Upsetters, wydany w 1976 roku, promujący album War ina Babylon.

## Historia
Utwór został skomponowany przez Perry'ego i Romeo, a wydany w 1976 roku w albumie War ina Babylon. W tym samym roku Prince Jazzbo i The Upsetters wydali utwór „Croaking Lizard” umieszczony w albumie Super Ape. Muzyka była niemal identyczna jak w „Chase the Devil”, lecz zmieniono słowa. W 1979 roku Lee „Scratch” Perry i The Full Experience wydali dubowy remiks obu wersji nazwany „Disco Devil”.
Sample z piosenki zostały wielokrotnie użyte w innych utworach, m.in. w hicie zespołu The Prodigy „Out of Space” czy w utworze „Lucifer” Jaya-Z i Kanye Westa. Singel „Chase the Devil” został częścią ścieżki dźwiękowej gry komputerowej Grand Theft Auto: San Andreas jako piosenka w stacji radiowej K-Jah West, natomiast „Disco Devil” został umieszczony jako utwór w stacji radiowej Blue Ark w Grand Theft Auto V. W filmie Paul także wykorzystano utwór „Chase the Devil” jako część ścieżki dźwiękowej.
W wywiadzie dla BBC w 2011 roku Max Romeo wyjaśnił znaczenie utworu. Diabeł symbolizuje zło w ludzkich umysłach, a żelazna koszula jest siłą ducha, która pozwala wypędzić diabła.

## Wykorzystanie utworu
| Tytuł                                                    | Twórca                                    | Rok wydania | Metoda                               | Źródło       |
| -------------------------------------------------------- | ----------------------------------------- | ----------- | ------------------------------------ | ------------ |
| Croaking Lizard                                          | The Upsetters i Prince Jazzbo             | 1976        | sample                               | [ 1 ] [ 9 ]  |
| Vanille Chocolate Reggae                                 | Serge Doudou                              | 1977        | cover                                | [ 10 ]       |
| Disco Devil                                              | Lee „Scratch” Perry i The Full Experience | 1979        | sample                               | [ 2 ] [ 11 ] |
| German Magic                                             | Mad Professor                             | 1983        | sample                               | [ 12 ]       |
| Out of Space                                             | The Prodigy                               | 1992        | sample                               | [ 13 ]       |
| Out of Space (Techno Underworld Remix)                   | Liam Howlett                              | 1992        | remiks Out of Space                  | [ 14 ]       |
| Da Boy Is Bangin                                         | Mark v. & Poogie Bear                     | 1997        | sample                               | [ 15 ]       |
| Outa Space                                               | Mellow Trax                               | 1998        | sample                               | [ 16 ]       |
| Outa Space (Summer Madness Remix)                        | Mellow Trax, Summer Madness               | 1999        | remiks Outa Space                    | [ 17 ]       |
| Outa Space (Ramon Zenker Remix)                          | Mellow Trax, Ramon Zenker                 | 1999        | remiks Outa Space                    | [ 18 ]       |
| Chase the Devil                                          | Piotr Banach i Indios Bravos              | 1999        | cover                                | [ 19 ]       |
| Lucifer                                                  | LowKey                                    | 2003        | sample                               | [ 20 ]       |
| Lucifer                                                  | Jay-Z i Kanye West                        | 2003        | sample                               | [ 21 ]       |
| Grand Theft Auto: San Andreas                            | Rockstar North                            | 2004        | utwór w stacji radiowej „K-Jah West” | [ 22 ]       |
| Outta Space (DnB Mix)                                    | Cut & Run                                 | 2004        | sample z Out of Space                | [ 23 ]       |
| Outta Space (Booty Space Mix)                            | Cut & Run                                 | 2004        | sample z Out of Space                | [ 24 ]       |
| Lucifer 9 (Interlude)                                    | Danger Mouse                              | 2004        | sample z Lucifer                     | [ 25 ]       |
| Lucifer (Remix)                                          | Lil Wayne                                 | 2004        | sample z Lucifer                     | [ 26 ]       |
| Lucifer                                                  | Kev Brown                                 | 2004        | sample z Lucifer                     | [ 27 ]       |
| Iron Shirt                                               | Dreadzone                                 | 2005        | sample                               | [ 28 ]       |
| I Chase the Devil A.K.A. Ironshirt                       | Madness                                   | 2005        | cover                                | [ 29 ]       |
| Out of Space                                             | Kasabian                                  | 2005        | cover Out of Space                   | [ 30 ]       |
| Out of Space (Audio Bullys Remix)                        | Audio Bullys                              | 2005        | remiks Out of Space                  | [ 31 ]       |
| Out of Space (Audio Bullys Dub)                          | Audio Bullys                              | 2005        | remiks Out of Space                  | [ 32 ]       |
| Unbreak My Dub'                                          | JStar                                     | 2005        | sample                               | [ 33 ]       |
| Out of Space                                             | Skazi                                     | 2006        | cover Out of Space                   | [ 34 ]       |
| Iron Shirt                                               | The Qemists                               | 2006        | sample                               | [ 35 ]       |
| Space (Klass Club Mix)                                   | Micha Moor                                | 2006        | sample                               | [ 36 ]       |
| Lucifer                                                  | 9th Wonder                                | 2007        | sample z Lucifer                     | [ 37 ]       |
| Outta Space                                              | Guigoo                                    | 2007        | sample                               | [ 38 ]       |
| Lysol (Revisited)                                        | Curren$y                                  | 2008        | sample z Lucifer                     | [ 39 ]       |
| Ain't No Rest for the Wicked (Wicked Devil Reggae Remix) | Cage the Elephant                         | 2008        | sample                               | [ 40 ]       |
| Intro                                                    | Movimiento Original                       | 2008        | sample                               | [ 41 ]       |
| Chase the Devil                                          | Radikal Guru                              | 2008        | sample                               | [ 42 ]       |
| Chase the Devil                                          | Earl Sixteen                              | 2008        | cover                                | [ 43 ]       |
| R.S.V.P.                                                 | B. Dolan                                  | 2009        | sample z Lucifer                     | [ 44 ]       |
| Lucipher                                                 | Yoshi Torenaga                            | 2009        | sample z Lucifer                     | [ 45 ]       |
| Chase the Devil                                          | Cocoon                                    | 2009        | cover                                | [ 46 ]       |
| Mówią tam na blokach                                     | donGURALesko                              | 2010        | sample                               | [ 47 ]       |
| Chase the Devil                                          | N.A.S.A.                                  | 2010        | cover                                | [ 48 ]       |
| Murder to Excellence                                     | Jay-Z i Kanye West                        | 2011        | sample z Lucifer                     | [ 49 ]       |
| Lucifer                                                  | Coki                                      | 2011        | sample                               | [ 50 ]       |
| Paul                                                     | Greg Mottola                              | 2011        | ścieżka dźwiękowa w filmie           | [ 51 ]       |
| Chase the Devil                                          | Wojtek Mazolewski Quintet                 | 2011        | cover                                | [ 52 ]       |
| Out of Space                                             | Azealia Banks                             | 2012        | sample z Out of Space                | [ 53 ]       |
| Prodigy Medley                                           | Hackney Colliery Band                     | 2012        | sample z Out of Space                | [ 54 ]       |
| Lucifer                                                  | Keys N Krates                             | 2012        | sample                               | [ 55 ]       |